# Эллам, Иоган Васильевич
Иоган Васильевич Эллам (эст. Johan Ellam; 1899, Кахутси, Пёйде, Эзель — май 1942, Сааремаа) — эстонский и советский политический деятель, депутат Верховного совета СССР 1-го созыва.

## Биография
Родился в крестьянской семье, у него было два брата и две сестры. Все родственники Иогана, как и он сам, с конца 1910-х годов активно участвовали в политической борьбе на стороне крайне левых сил, в том числе принимали участие в восстании на Сааремаа в феврале 1919 года и Перводекабрьском восстании 1924 года в Таллине. Его сестра Мария погибла во время восстания в 1919 году, а брат Антон погиб в 1924 году. Сам Иоган и его старший брат Александр в 1924 году были приговорены к длительным срокам заключения.
После установления советской власти в Эстонии принимал участие в деятельности советских и партийных органов. В 1941 году стал председателем исполкома Саареского уездного совета. 12 января 1941 года в результате довыборов избран депутатом Верховного совета СССР 1-го созыва от Саареского избирательного округа.
С началом Великой Отечественной войны остался на Сааремаа. После оккупации острова немецкими войсками в сентябре 1941 года был арестован и помещён в концлагерь, где и погиб в мае 1942 года.